# Pogorje Hornocal
Pogorje Hornocal ali Serranía de Hornocal je gorska veriga, ki se nahaja 25 kilometrov od mesta Humahuaca v argentinski provinci Jujuy. 
V območju je izpostavljena apnenčasta formacija Yacoraite iz pretežno mezozojske geološke dobe, ki se razteza od Salte preko Quebrade de Humahuaca in nato preko bolivijskega Altiplana do Peruja.
Gore dosegajo nadmorsko višino 4761 metrov.
Serranía de Hornocal ponuja eno najbolj spektakularnih panoram v regiji s svojimi gorskimi pobočji, sestavljenimi iz sedimentnih slojev, zloženih v zaporedju trikotnih oblik v več barvah, kjer se mešajo oker, zelena, rumena in bela barva v približno tridesetih odtenkih. Sloji ustvarjajo močan kontrast s svojimi toplimi barvami, od svetlo rdeče do vijolične. Barvna shema se spreminja glede na čas dneva in svetlobo okolice ter doseže svojo polno intenzivnost, ko sonce začne padati.
Sedimentna formacija Yacoraite izvira iz pozne krede, pred 75 milijoni let. Yacoraite in druge različne sedimentne plasti so sčasoma dvignile tektonske aktivnosti, ki so privedle do orogeneze Andov. Prelomi, nastajanje gub v kamninah, erozijski pojavi in prisotnost različnih vrst mineralov so oblikovali posebno pokrajino Hornocal.
Regija, sušna in ne preveč naklonjena vegetaciji, razkrije predvsem razpršene kaktuse in nekaj bodičevja.
Regijo Quebrada de Humahuaca je leta 2003 UNESCO zaradi svojih barvitih gorskih pokrajin priznal kot kulturno in naravno dediščino človeštva, tudi zaradi zgodovinske karavanske Inkovske ceste, ki teče skozi regijo.